# Arquidiocese de Sydney
A Arquidiocese de Sydney (Archidiœcesis Sydneyensis) é uma circunscrição eclesiástica da Igreja Católica situada na cidade de Sydney, na Austrália. Acompanha seu título o de Primaz da Austrália. Seu atual arcebispo é Anthony Fisher. Sua Sé é a Catedral de Santa Maria de Sydney.
Possui 136 paróquias, assistidas por 455 padres, abrangendo uma população de 2.677.400 habitantes, com 24,2% da população jurisdicionada batizada (647.700 batizados).

## História
O Vicariato Apostólico de Nova Holanda e Terra de Van Diemen foi erigido em 3 de junho de 1834 pelo breve apostólico do Papa Gregório XVI Pastoralis officii, obtendo o território do Vicariato Apostólico de Maurício (hoje Diocese de Port-Louis). Foi o primeiro distrito eclesiástico na Austrália. Anteriormente, outras tentativas foram feitas, desde o projeto de uma missão em terras do sul inexplorados em 1666, uma missão na Terra Australis em 1681. Em 1804, James Dixon, um padre irlandês deportado para a Austrália, recebeu o título pessoal de prefeito apostólico, mas retornou à Irlanda em 1808. Em 1816 foi aprovada a constituição do Vicariato Apostólico de Nova Holanda, mas permaneceu no papel, sem encontrar a plena implementação e em 1819 foi suprimida, a Austrália ficou sob a jurisdição do Vicariato Apostólico de Maurício.
Em 5 de abril de 1842, devido ao breve Ex debito do Papa Gregório XVI o Vicariato Apostólico de Nova Holanda e Terra de Van Diemen cedeu partes de seu território, para o benefício da ereção das Dioceses de Adelaide e Hobart (hoje ambos Arquidioceses) e enquanto ele foi elevado a diocese.
Em 22 de abril do mesmo ano, a diocese foi elevada à categoria de Arquidiocese Metropolitana pelo breve Ad supremum do mesmo Papa Gregório XVI.
Sucessivamente cedeu várias partes de seu território para a ereção de nove circunscrições eclesiásticas:
- a Diocese de Perth (hoje arquidiocese) em 6 de maio de 1845;
- as Dioceses de Melbourne (hoje arquidiocese) e de Maitland (atual Diocese de Maitland-Newcastle) em 25 de junho de  1847;
- a Diocese de Brisbane (hoje arquidiocese) em 12 de abril de 1859;
- a Diocese de Goulburn (atual Arquidiocese de Camberra e Goulburn) em 17 de novembro de 1862;
- a Diocese de Bathurst em 20 de junho de 1865;
- a Diocese de Wollongong em 15 de novembro de 1951;
- as Dioceses de Broken Bay e de Parramatta em 8 de abril de 1986.

A arquidiocese recepcionou a XXIII Jornada Mundial da Juventude, em julho de 2008.

## Prelados
|                          | Nome                               | Período    | Notas                                                      |
| Arcebispos               | Arcebispos                         | Arcebispos | Arcebispos                                                 |
| ------------------------ | ---------------------------------- | ---------- | ---------------------------------------------------------- |
| 9º                       | Anthony Colin Joseph Fisher, O.P.  | 2014-atual |                                                            |
| 8º                       | George Cardeal Pell                | 2001-2014  | Nomeado Presidente do Departamento de Economia do Vaticano |
| 7º                       | Edward Bede Cardeal Clancy         | 1983-2001  |                                                            |
| 6º                       | James Darcy Cardeal Freeman        | 1971-1983  |                                                            |
| 5º                       | Norman Thomas Cardeal Gilroy       | 1940-1971  |                                                            |
| 4º                       | Michael Kelly                      | 1911-1940  |                                                            |
| 3º                       | Patrick Francis Cardeal Moran      | 1884-1911  |                                                            |
| 2º                       | Roger William Bede Vaughan, O.S.B. | 1877-1883  |                                                            |
| 1º                       | John Bede Polding, O.S.B.          | 1832-1877  |                                                            |
| Arcebispo-coadjutor      |                                    |            |                                                            |
|                          | Norman Thomas Gilroy               | 1937-1940  |                                                            |
|                          | Michael Sheehan                    | 1922-1935  | Renunciou                                                  |
|                          | Michael Kelly                      | 1901-1911  |                                                            |
|                          | Roger William Bede Vaughan, O.S.B. | 1873-1877  |                                                            |
| Bispo-auxiliar           |                                    |            |                                                            |
|                          | Anthony Gerard Percy               | 2025-atual |                                                            |
|                          | Daniel Joseph Meagher              | 2021-atual |                                                            |
|                          | Richard James Umbers               | 2016-atual |                                                            |
|                          | Anthony Randazzo                   | 2016-2019  | Nomeado Bispo de Broken Bay                                |
|                          | Peter Andrew Comensoli             | 2011-2014  | Nomeado Bispo de Broken Bay                                |
|                          | Terence John Gerard Brady          | 2007-2022  |                                                            |
|                          | Anthony Colin Joseph Fisher, O.P.  | 2003-2010  | Nomeado Bispo de Parramatta                                |
|                          | Julian Charles Porteous            | 2003-2013  | Nomeado Arcebispo de Hobart                                |
|                          | Peter William Ingham               | 1993-2001  | Nomeado Bispo de Wollongong                                |
|                          | Geoffrey James Robinson            | 1984-2004  | Emérito                                                    |
|                          | John Edward Heaps                  | 1981-1992  | Emérito                                                    |
|                          | Bede Vincent Heather               | 1979-1986  | Nomeado Bispo de Parramatta                                |
|                          | Patrick Laurence Murphy            | 1976-1986  | Nomeado Bispo de Broken Bay                                |
|                          | David Cremin                       | 1973-2005  | Emérito                                                    |
|                          | Edward Bede Clancy                 | 1973-1978  | Nomeado Arcebispo de Camberra e Goulburn                   |
|                          | Edward Francis Kelly, M.S.C.       | 1969-1975  | Nomeado Bispo de Toowoomba                                 |
|                          | Thomas William Muldoon             | 1960-1982  | Emérito                                                    |
|                          | James Darcy Freeman                | 1956-1968  | Nomeado Bispo de Armidale                                  |
|                          | James Patrick Carroll              | 1954-1984  | Emérito                                                    |
|                          | Patrick Francis Lyons              | 1950-1956  | Nomeado Bispo-coadjutor de Sale                            |
|                          | Eris Norman Michael O’Brien        | 1948-1953  | Nomeado Arcebispo de Camberra e Goulburn                   |
|                          | Joseph Hoare                       | 1888-1895  | Nomeado Bispo de Ardagh                                    |
|                          | Joseph Higgins                     | 1888-1899  | Nomeado Bispo de Rockhampton                               |
| Administrador Apostólico |                                    |            |                                                            |
|                          | Peter Andrew Comensoli             | 2014       | Bispo-auxiliar da Arquidiocese de Sydney                   |